# Уиламет
Уиламет (на английски: Willamette River) е река в северозападната част на САЩ, в щата Орегон ляв приток на река Колумбия. Дължината ѝ е 301 km, а площта на водосборния басейн – 29 730 km².
Река Уиламет се образува на 311 m н.в., на 3 km северозападно от град Оукридж, в централната част на щата Орегон, от сливането на двете съставящи я реки Южна Уиламет (лява съставяща) и Северна Уиламет (дясна съставяща), извиращи от западните склонове на Каскадните планини. След образуването си, до град Юджийн тече в северозападна, а след това до устието си – в северна посока в широка и плитка долина с бавно и спокойно течение. Влива се отляво в река Колумбия, на 2 m н.в., при град Портланд и се явява последен голям приток на Колумбия, преди вливането на последната в Тихия океан.
Основни притоци: леви – Мидъл Форк Уиламет (185 km), Чехалем (176 km), Туалатин (134 km); десни – Маккензи (145 km), Литъл Уеламет (196 km), Калапоя (130 km), Клакамас (134 km). Има смесено снежно-дъждовно подхранване с максимум на оттока през пролетта. Средният годишен отток на 20 km от устието ѝ е 935 m³/s, минималният – 120 m³/s, максималният – 12 000 m³/s. В горното ѝ течение са изградени два язовира – „Локаут“ и „Декстър“, водите на които се използват за водоснабдяване, производство на електроенергия, риболов и напояване. Плавателна е за плитко газещи речни съдове до град Юджийн, а в устието ѝ е разположено морското пристанище Портланд. Долината ѝ е най-гъсто населеният регион на щата Орегон, като по течението ѝ са разположени градовете: Юджийн, Корвалис, олбани, Сейлъм (столицата на щата), Портланд.